# Beaufort-en-Vallée
Beaufort-en-Vallée korábbi község Franciaország Loire mente régiójában, Maine-et-Loire megyében. 2016. január 1-jén Gée községgel egyesült és Beaufort-en-Anjou új község része lett.
Lakosainak száma 6682 fő (2018. január 1.).

## Népesség
A település népességének változása:
| Lakosok száma | 3544 | 3623 | 4048 | 5364 | 5390 | 6098 | 6523 | 7334 | 6703 | 6682 |
|               | 1962 | 1968 | 1975 | 1990 | 1999 | 2008 | 2013 | 2016 | 2017 | 2018 |